# Steinbrücke 19 (Quedlinburg)

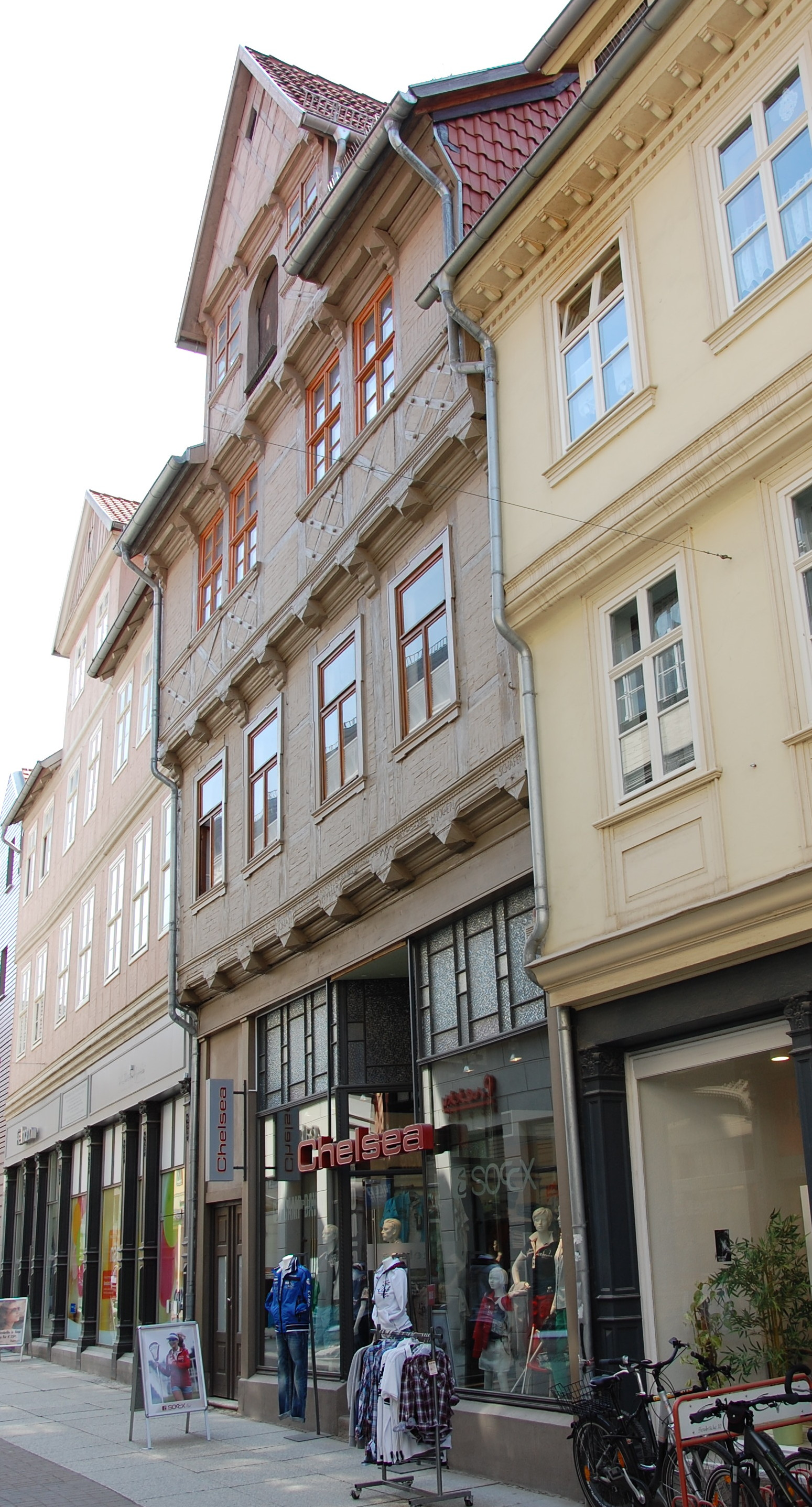
Haus Steinbrücke 19

Das Haus Steinbrücke 19 ist ein denkmalgeschütztes Gebäude in der Stadt Quedlinburg in Sachsen-Anhalt.

## Lage
Es befindet sich südlich des Quedlinburger Marktplatzes. Im Quedlinburger Denkmalverzeichnis ist es als Kaufmannshaus eingetragen. Südlich grenzt das gleichfalls denkmalgeschützte Haus Steinbrücke 18 an.

## Architektur und Geschichte
Das dreigeschossige Fachwerkhaus wurde im Jahr 1676, nach anderen Angaben erst nach 1676 gebaut. Die mit einem Wappen versehene Inschrift M. IOCEN SCHÄFER verweist auf den Zimmermeister Jochim Schäfer als Baumeister. Die oberen Geschosse kragen deutlich vor. Mittig wird es von einem Zwerchhaus mit Ladeluke bekrönt. Die Fassade des Gebäudes ist reich geschmückt. So finden sich Rautenkreuze, Andreaskreuze, Pyramidenbalkenköpfe und profilierte Füllhölzer. Die Gefache sind mit Zierausmauerungen versehen.
Das Gebäude wurde 2012 durch das Architekturbüro qbatur saniert. Dabei konnte die qualitätvolle Schaufensteranlage aus der Zeit um 1910, teilweise mit Originalverglasung, erhalten werden.